# 杜普利西卡
48°43′16″N 25°46′32″E / 48.72111°N 25.77556°E
杜普利西卡（烏克蘭語：Дуплиська）是位於烏克蘭西部特諾皮爾州裏喬爾特基夫區的村莊，始建於1578年，面積1.83平方公里，2001年人口298，人口密度每平方公里162.8人。